# Marthur, Sagar
Marthur là một làng thuộc tehsil Sagar, huyện Shimoga, bang Karnataka, Ấn Độ.